# Kurfürstendamm
 (mai 2018).
Si vous disposez d'ouvrages ou d'articles de référence ou si vous connaissez des sites web de qualité traitant du thème abordé ici, merci de compléter l'article en donnant les références utiles à sa vérifiabilité et en les liant à la section « Notes et références ».
Le Kurfürstendamm [ˌkuːɐ̯fʏʁstn̩ˈdam]  (appelé aussi Ku'damm [ˈkuːˌdam]  par bérolinisme) est une avenue de Berlin en Allemagne.

## Situation et accès
Elle s'étend sur 3,5 kilomètres de la Breitscheidplatz en Charlottenbourg au quartier de Grunewald au sud-ouest. C'est l'une des principales rues commerciales de la cité qui attire beaucoup de touristes.

## Origine du nom
Le nom Kurfürstendamm (souvent abrégé en Ku'damm) trouve ses racines dans l'histoire des prince-électeurs (Kurfürsten) de Brandebourg.

## Historique

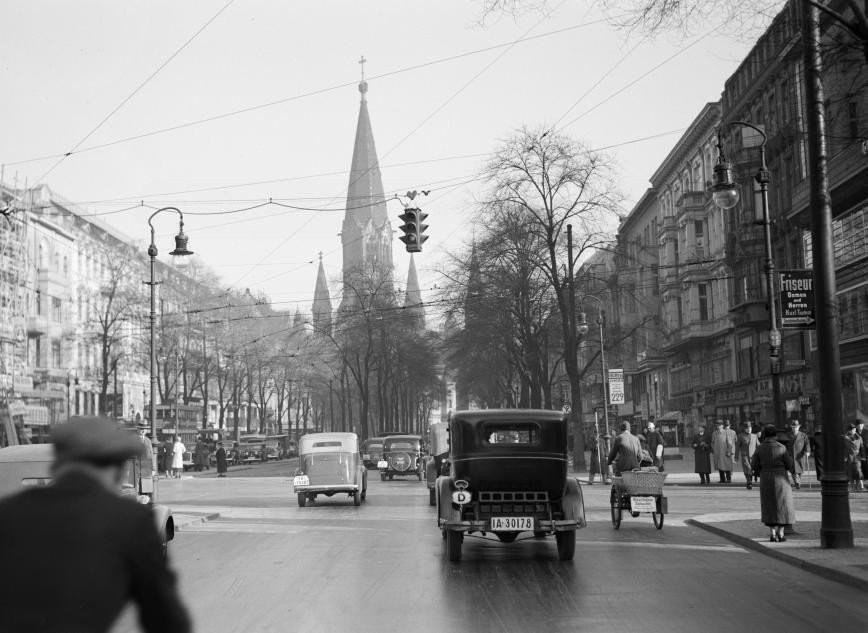
Sur le Kurfürstendamm, vers 1935.

Le Kurfürstendamm était, au XVIe siècle, un chemin de rondins (« Damm ») qui fut aménagé vers l'an 1542 afin de servir comme piste cavalière pour le prince-électeur (Kurfürst) Joachim II Hector de Brandebourg. La première mention du nom figure dans les cartes de Friedrich Wilhelm Carl von Schmettau à partir de 1767.
Jusqu'au XIXe siècle, le Kurfürstendamm n'était qu'une simple chaussée. En 1873, le chancelier Otto von Bismarck est à l'origine de l'idée visant à développer la route sous la forme d'un grand boulevard. Deux ans plus tard ont commencé les travaux préparatoires et en 1882 l'amélioration de la rue menant à la nouvelle colonie de Grunewald a été engagée. Après quatre ans, les travaux étaient terminés. Tout d'abord une rue élégante résidentielle, le Kurfürstendamm a rapidement évolué vers un centre commercial et de divertissement, avec des établissements tels que le Café des Westens ou le Luna Park. Ce développement atteint son apogée au temps de la république de Weimar dans les années 1920.
Déjà avant la captation du pouvoir Machtergreifung par les Nazis en 1933 ce site était le théâtre d'attaques antisémites, des commerces et entreprises exploités par des Juifs saccagés, culminant dans la « nuit de Cristal » le 9 novembre 1938 et ensuite l'extermination systématique. Des grandes parties de l'aménagement ont été endommagés lors du bombardement de Berlin pendant la Seconde Guerre mondiale.

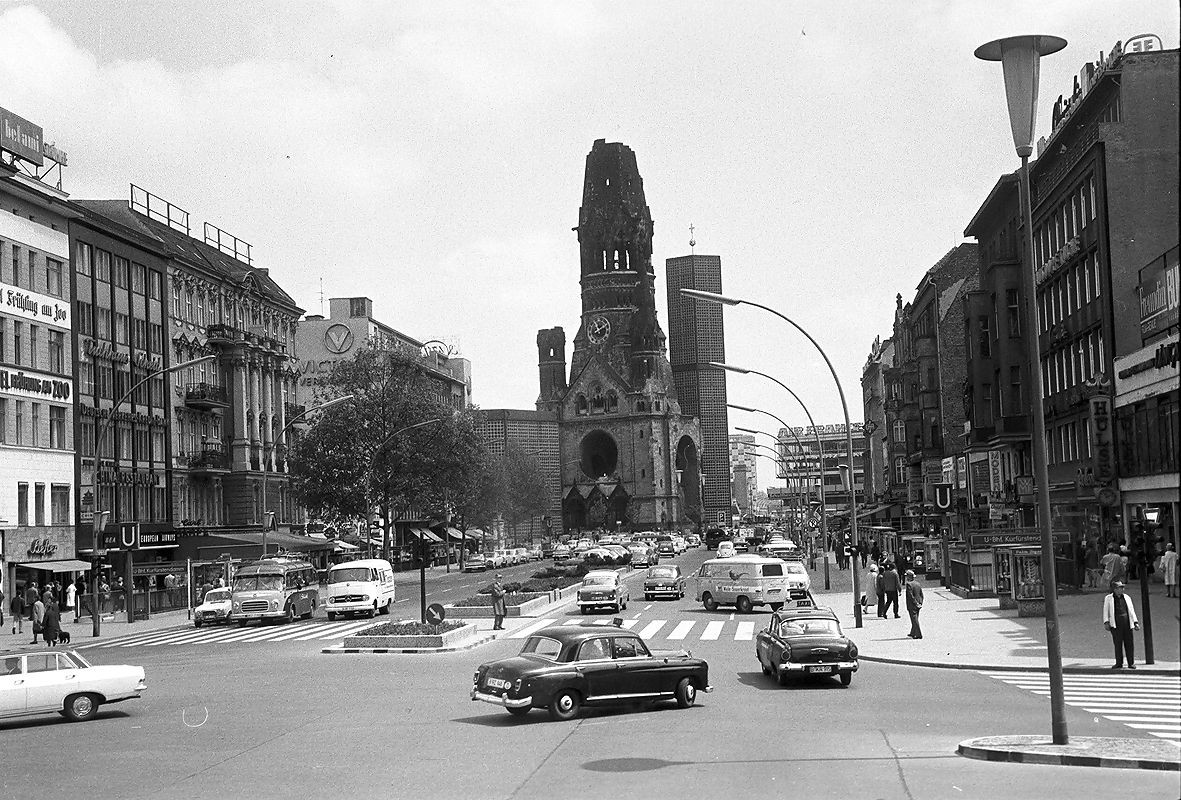
Le Kurfürstendamm en 1965.

Après la guerre, au temps de la guerre froide et le Wirtschaftswunder, le Kurfürstendamm était le centre commercial de Berlin-Ouest et connu comme la « vitrine » de l'ouest à proximité directe du rideau de fer. Des grandes manifestations des mouvements sociaux de 1968 ont lieu ici.
C'est de nos jours une avenue où s'alignent magasins de luxe, cafés, restaurants, théâtres, cinémas, galeries d'art et boutiques de mode. Toutefois, en Berlin réunifiée, le Kurfürstendamm est confrontée à la concurrence du centre historique de la cité en Mitte et la zone autour de la Potsdamer Platz reconstruite. À Berlin, il est qualifié de « Champs-Élysées allemands », bien qu'il soit moins large et beaucoup plus long.
Au soir du 19 décembre 2016, peu après 20 heures, un attentat est perpétré sur un marché de Noël qui se tenait sur une de ses places (le Breitscheidplatz). Le lendemain soir, le bilan provisoire était de 11 morts et de 47 blessés.

## Bâtiments remarquables et lieux de mémoire
Kurfürstendamm est la propriété la plus chère de l'édition européenne du Monopoly.

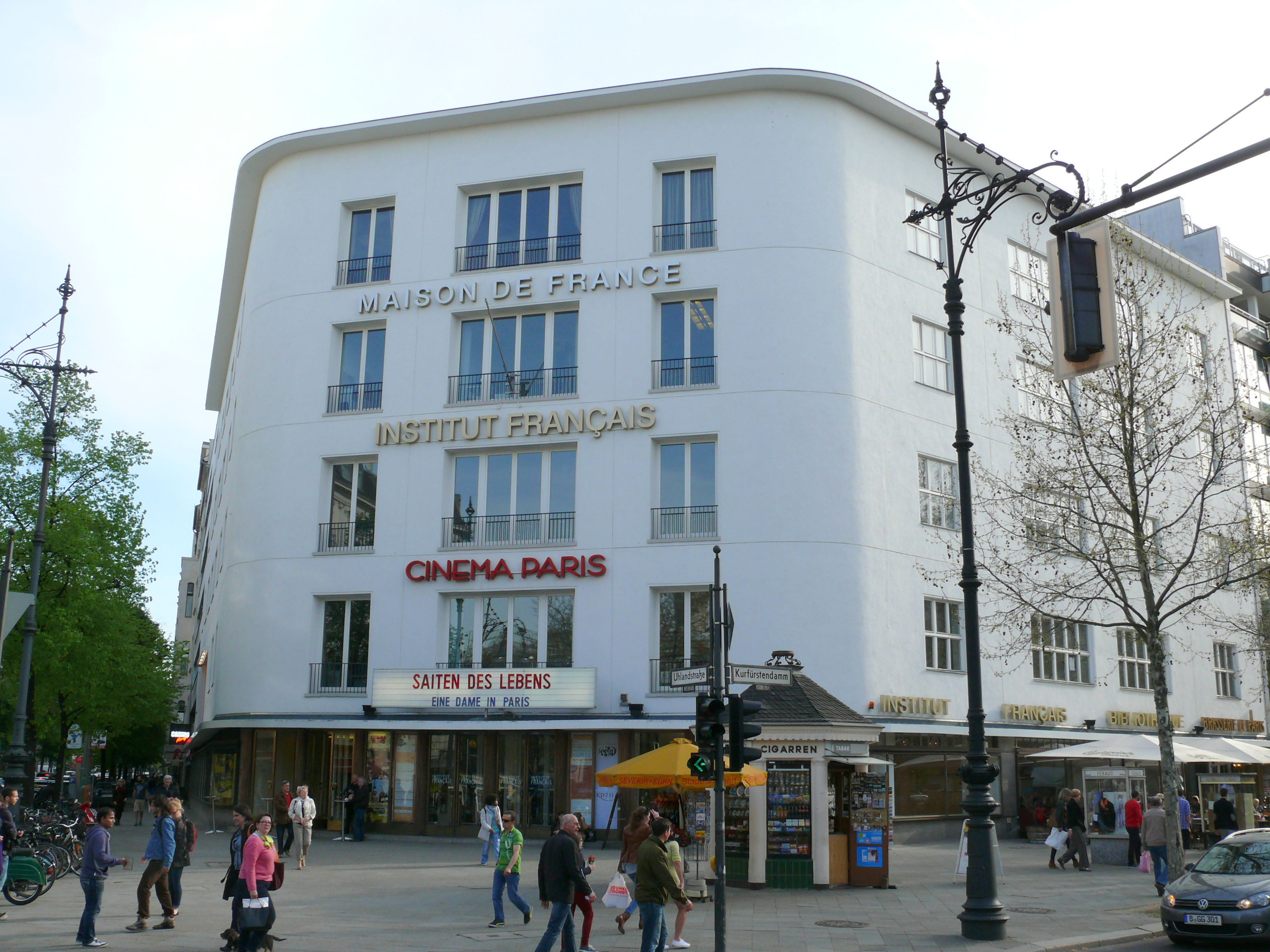
Maison de France.

Sur l'avenue se trouve la Maison de France, où siège l'Institut français. Sur 4 000 m2, elle compte un cinéma, une bibliothèque et des salles de cours. Ouverte en 1950, alors en zone d'occupation britannique, elle est un lieu emblématique des relations franco-allemandes. En 1983, le bâtiment, qui accueille aussi le consulat français, est la cible d'un attentat du terroriste Carlos, aidé de la Stasi, qui provoque un mort, une vingtaine de blessés et de gros dégâts. Reconstruit, l'édifice est inauguré par François Mitterrand et Helmut Kohl en 1985. Des dizaines de personnalités y ont donné des conférences, Eugène Ionesco, René Clair, Alain Robbe-Grillet ou encore Gisèle Freund avant la chute du mur, et Benoîte Groult, Élisabeth et Robert Badinter, Serge et Beate Klarsfeld, Miss.Tic, Plantu ou encore Alain Finkielkraut après. Chaque année, environ 2 000 Allemands y apprennent le français. En 2013, un projet de déménagement du site pour raisons budgétaires suscite la polémique du fait de l'attachement des Berlinois à l'histoire du lieu, une pétition recueillant 13 000 signatures, notamment celle du réalisateur Wim Wenders, qui avait tourné des scènes du film Les Ailes du désir devant le bâtiment.
L'avenue donne son nom (dans le titre original) à la mini-série allemande Berlin 56 (Ku’damm 56, saison 1) ainsi qu'à sa suite Berlin 59 (Ku’damm 59, saison 2) et Berlin 63 (Ku’damm 63), car l'école de danse « Galant » se situe sur le Kurfürstendamm, au niveau de la station de métro du même nom.

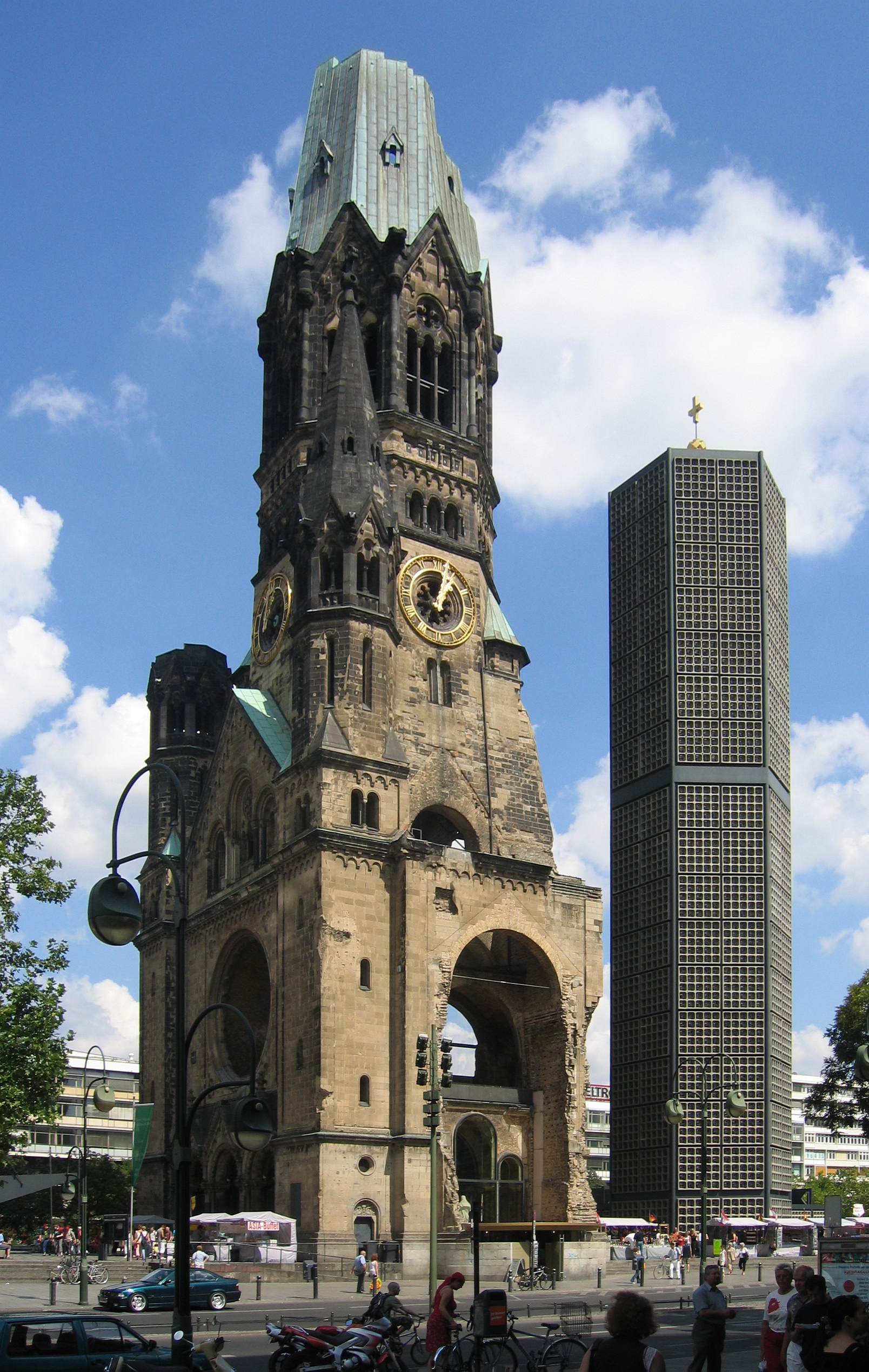
L'église du Souvenir à l'extrémité orientale du Ku'damm.
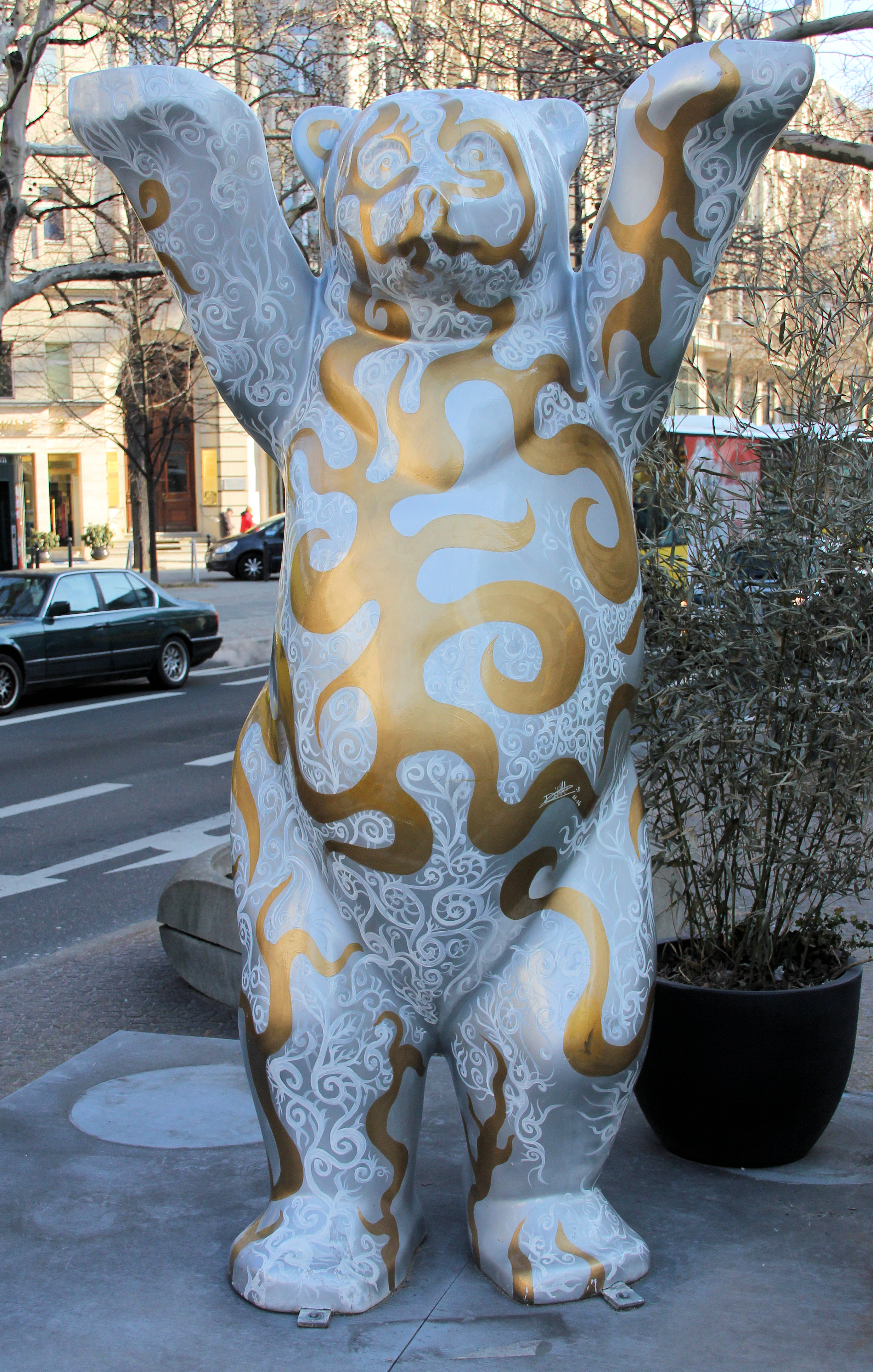
125 années Kurfürstendamm : Buddy Bär par l'artiste français Bruno di Martino.
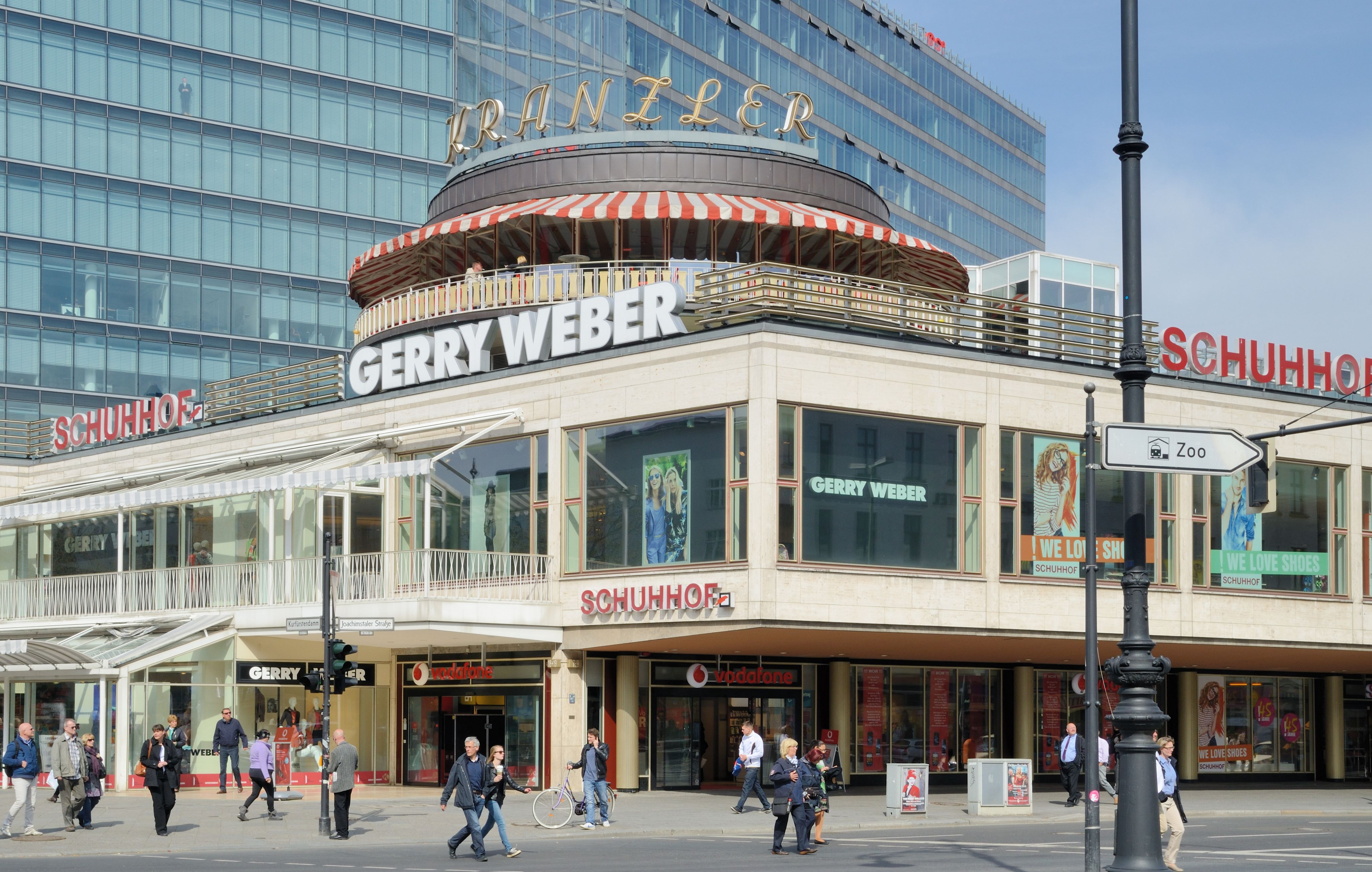
Café Kanzler.
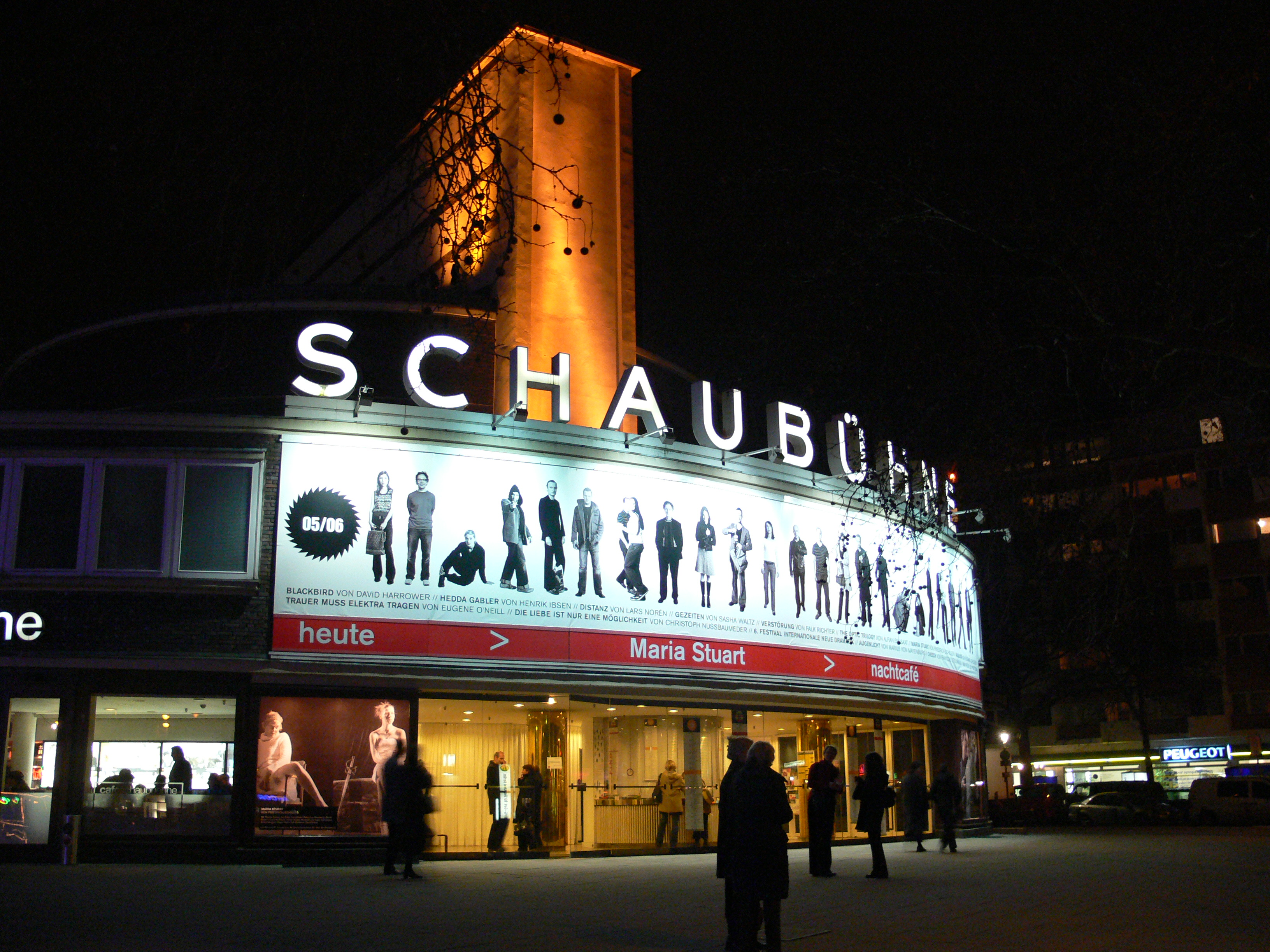
Schaubühne.
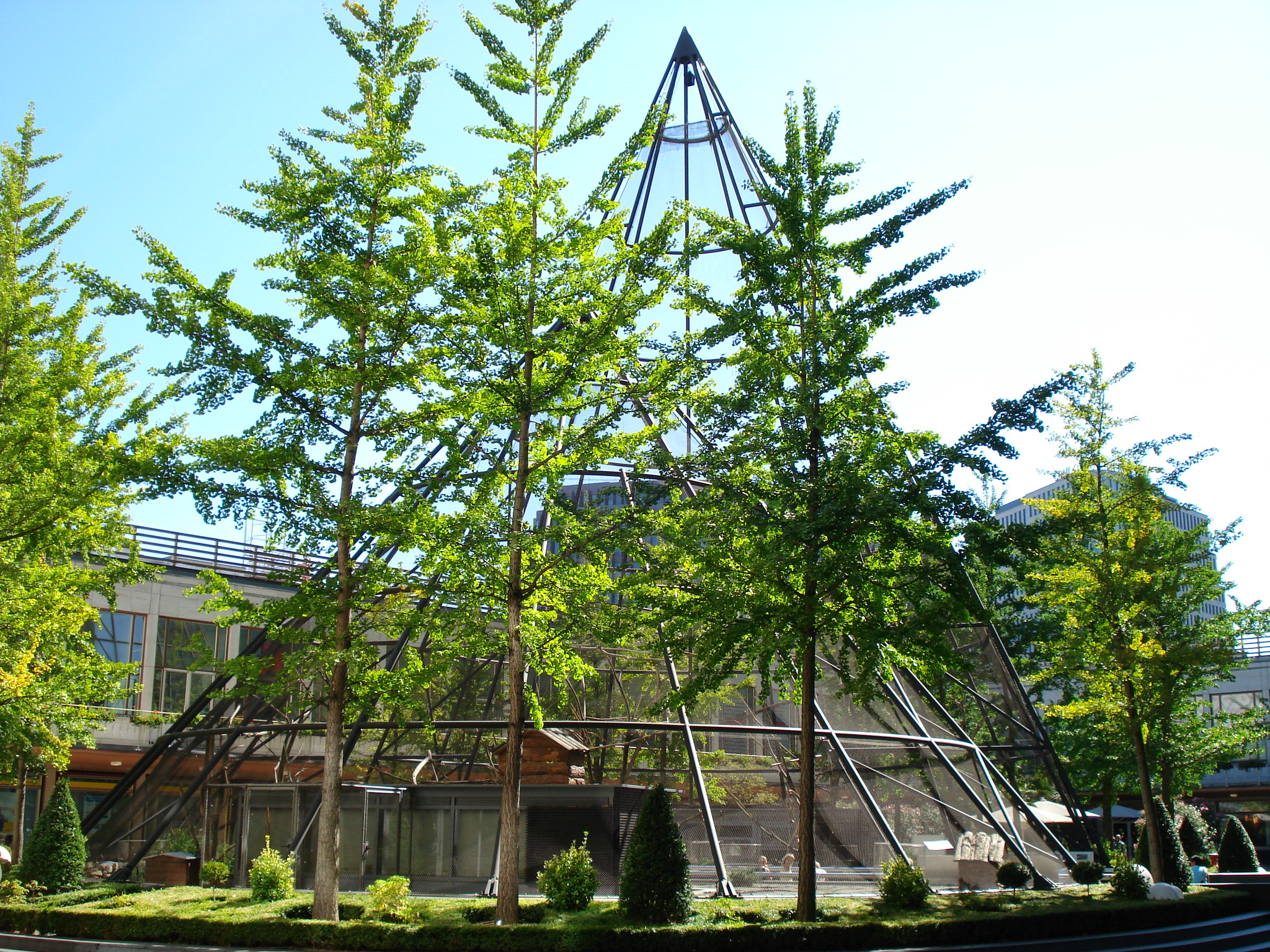
Volière non loin du Neues Kranzler Eck.